# Cattedrale di San Dionigi l'Areopagita (Atene)

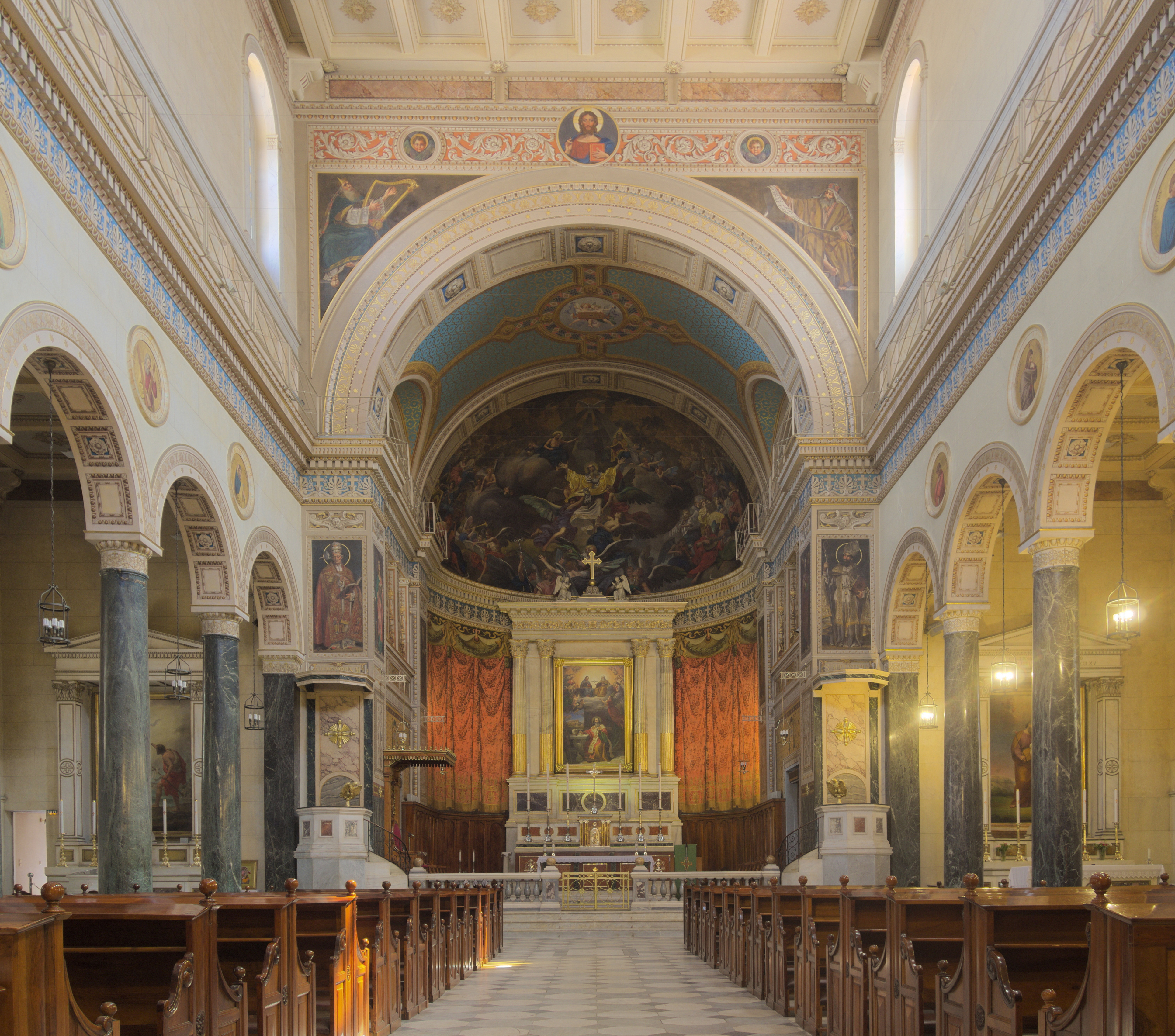
Interno

La cattedrale di San Dionigi l'Areopagita (in greco καθεδρικός ναός του αγίου Διονυσίου του Αρεοπαγίτη?) si trova ad Atene, in Grecia, ed è la sede vescovile dell'arcidiocesi cattolica della capitale ellenica. Elevata al rango di basilica minore nel 1877, è la prima e unica chiesa cattolica in Grecia a ricevere tale nomina. Qui furono tenute il 14 maggio del 1962 le nozze tra il re di Spagna Juan Carlos I e la Regina Sofia.

## Storia
Individuato nel 1847 dalla comunità cattolica di Atene, il terreno su cui costruire la chiesa, nel 1853 fu posata la prima pietra dell'edificio disegnato in stile neo-rinascimentale dell'architetto tedesco Leo von Klenze. Solo nell'agosto del 1865 la chiesa fu terminata con il lavoro dell'architetto greco Lyssandros Kaftantzoglou, che lavorò senza alcuna remunerazione. L'edificio, comunque, fu poi modificato agli inizi del XX secolo, restaurata nel 1960 e ancora una volta nel 1998.

## Descrizione
Lunga 38 metri, larga 24 e alta 15, la chiesa presenta una facciata principale che si ispira alla chiesa abbaziale di San Bonifacio a Monaco di Baviera.
La chiesa, a tre navate, presenta le linee architettoniche semplici del classicismo ateniese. Il pavimento è in marmo pentelico e il tetto è sostenuto da 12 colonne di marmo verde dell'isola Tino. Riccamente affrescata, interessante l'Apoteosi di San Dionigi l'Areopagita (1890) del pittore italiano Guglielmo Bilancioni nelle semicupole dell'arco trionfale, e il Cristo Pantocratore di fronte all'arco. Negli angoli adiacenti, a destra, Mosè che tiene una pergamena e, a sinistra, Davide che suona l'arpa, sotto San Gregorio Magno e Sant'Agostino.
Ai lati dell'altare maggiore, sono collocati due pulpiti in marmo (1869), donati dall'imperatore Francesco Giuseppe I. Il coro (1988), con l'organo in alto, è opera dell'architetto Paul Chambaut.
Le otto vetrate (1890), collocate nella parte inferiore della chiesa, sono state realizzate da Karl de Bouchet. A destra rappresentano Sant'Amalia, papa Sisto II, papa Telesforo e Sant'Atanasio di Alessandria; a sinistra Sant'Otto, papa Antero, papa Anacleto e San Giovanni Crisostomo, patriarca di Costantinopoli.